# Solido amorfo

Il vetro è costituito da silice amorfa (SiO_{2}). Come tutti i solidi amorfi, non presenta ordine a lungo raggio.

Un solido amorfo è un solido in cui non c'è ordine a lungo raggio nelle posizioni degli atomi o delle molecole che lo costituiscono. Lo stato amorfo, in qualche modo intermedio tra il solido e il liquido, è relativamente poco frequente in natura: la maggior parte dei solidi è di natura cristallina e le molecole di cui essi si compongono sono disposte con un ordine a lungo raggio che definisce un reticolo cristallino. Il vetro comune è il più tipico materiale amorfo, tanto che lo stato amorfo viene talvolta anche detto "stato vetroso". Lo stato amorfo corrisponde a una condizione termodinamica di liquido sottoraffreddato.

## Descrizione

Temperature di transizione

Molti materiali solidi possono essere preparati anche in una forma amorfa. Per esempio, il vetro comune della finestra è amorfo come pure molti polimeri (quale il polistirolo) e perfino alimenti come lo zucchero filato.
I materiali amorfi sono preparati spesso raffreddando velocemente il materiale fuso. Il raffreddamento riduce la mobilità delle molecole del materiale prima che possano stabilizzarsi termodinamicamente in una condizione ordinata. Alcuni materiali, quali i metalli, sono difficili da preparare in una condizione amorfa. Il processo di solidificazione deve essere generalmente eseguito molto velocemente a meno che il materiale non abbia un'alta temperatura di fusione (come le ceramiche) o una bassa energia di cristallizzazione (come accade spesso con i polimeri).
I solidi amorfi possono esistere in due fasi distinte, quello gommoso e quello vetroso. La temperatura a cui avviene la transizione (di secondo ordine) è denominata temperatura di transizione vetrosa o Tg. La Tg è una proprietà importantissima per svariati polimeri, e costituisce una soglia oltre la quale le caratteristiche del materiale cambiano notevolmente.
La disposizione degli atomi in un solido amorfo è molto simile a quella che si trova, in un determinato istante, in un liquido. 
Infatti se è vero che dal punto di vista dell'ordine termodinamico lo stato amorfo è equivalente a un liquido, dal punto di vista reologico e meccanico i vetri sono dei solidi a tutti gli effetti.
Una alterazione che un vetro può subire nel tempo è invece la devetrificazione, ossia la ricristallizzazione parziale o totale della massa vetrosa, con deformazione o rottura della stessa.
Questo fenomeno si osserva in molti oggetti archeologici, nonché nelle moderne lampade alogene dopo che sono state contaminate con impronte digitali. Lo stato amorfo è infatti generalmente uno stato metastabile.